# Dysphania glomulifera
Dysphania glomulifera là loài thực vật có hoa thuộc họ Dền. Loài này được (Nees) Paul G.Wilson mô tả khoa học đầu tiên năm 1983.